# U 380 (Kriegsmarine)
De U 380 was een Type VIIC U-boot van de Kriegsmarine tijdens de Tweede Wereldoorlog. Zijn kiel werd gelegd op 1 oktober 1940 op de werf Howaldtswerke, Kiel (Werk 11), Nazi-Duitsland. Op 5 november 1941 kwam ze in actieve dienst waarmee kapitein-luitenant-ter-zee Josef Röther op 22 december 1941, zijn eerste bevelhebber was. Tot 31 augustus 1942 diende de U 380 als oefenboot.

## Geschiedenis
Op 18 september 1942 bracht Röther de Noorse cargo Olaf Fostenes van 2.994 ton tot zinken. Tijdens Operatie Toorts, op 11 november 1942 onderging het Nederlandse voormalige passagiersschip en omgebouwd tot troepentransportschip Nieuw-Zeeland van 11.069 ton hetzelfde lot. Op 15 maart 1943 bracht de U 380 het Britse handelsschip Ocean Seaman van 7.178 brt van konvooi ET-14 naar de zeebodem.
Op 10 mei 1943 redde de U 380 in de Middellandse Zee, vijf Duitse soldaten die ontsnapt waren uit Tunesië in een kleine boot. Ze brachten hen naar de haven in La Spezia, Italië op 16 mei. Op 23 augustus 1943 beschadigde hij het Amerikaanse schip Pierre Soulé van 7.191 ton.
Kapitänleutnant Josef Röther behield het commando over de U 380 tot november 1943. Hij bracht met de U 380, drie schepen tot zinken en één schip beschadigd, samen goed voor 28.432 ton.

## Aanvallen op deU 380
Op 12 september 1942 beschadigden escortejagers van het konvooi ON-127 de U 380 en veroorzaakten een ernstige storing aan de dieselmotoren, die de boot dwongen om zijn aanval af te breken en onder te duiken met zijn elektromotoren. (Bronnen: Blair, vol 2, pagina 31).
In december 1943 ging Albrecht Brandi, nadat hij de U 617 had verloren, naar Toulon, Frankrijk en nam het bevel over van de U 380. Brandi voerde maar 33 patrouilledagen uit met de U 380, zonder succes overigens, vanaf 20 december 1943 tot 21 januari 1944.
Hij sloot zijn patrouilletocht af met de U 380, maar toen werd de U-boot zwaar getroffen en verwoest omstreeks 12:00 op 11 maart 1944 in Toulon door een luchtbombardement van het 9e United States Air Force waarvan één man om het leven kwam. Dit was machinistmaat Johann Christoph. De U 380 werd fataal getroffen en zonk op positie 43° 7′ 0″ NB, 5° 55′ 0″ OL. Er viel één dode en een aantal onbekende overlevenden ontsnapten aan dit Amerikaanse luchtbombardement.

## U-bootcommandanten
- 22 Dec. 1941 - Nov. 1943: Kptlt. Josef Röther
- Dec. 1943 - 11 Maart 1944: Kptlt. Albrecht Brandi (Ridderkruis)

## Carrière
- 12 patrouilles: 22 Dec. 1941 - 31 Aug. 1942: 5. Unterseebootsflottille (training)
- 1 Sep. 1942 - 30 Nov. 1942: 6. Unterseebootsflottille (frontboot)
- 1 Dec. 1942 - 11 Maart 1944: 29. Unterseebootsflottille (frontboot)

## Successen
- 2 schepen tot zinken gebracht voor een totaal van 14.063 BRT
- 1 schip beschadigd voor een totaal van 7.191 BRT
- 1 schip totaal vernietigd van 7.178 BRT

## Wolfpack operaties
De U 380 deed dienst in de volgende Wolfpack operaties tijdens zijn carrière:
- "Stier": (2 september 1942 - 14 september 1942)
- "Delphin": (10 november 1942 - 17 november 1942)